# Ngựa Don Nga
Ngựa Don Nga là một giống ngựa được phát triển và đặt tên theo vùng thảo nguyên của Nga nơi có dòng sông Don. Được sử dụng ban đầu với vai trò là ngựa kỵ binh cho người Cossacks, chúng hiện đang được sử dụng cho công vệc kéo xe.

## Lịch sử
Loại ngựa Don đầu tiên, thường được gọi là "Old Don", phát triển từ ngựa thảo nguyên bán hoang dã và các giống ngựa phương Đông như ngựa Karabakh, ngựa Turkmvian và Ngựa Ả Rập được đưa đến Nga. Old Don là một giống ngựa có kích thước trung bình, nhanh nhẹn với sức chịu đựng cao; kết quả của các phương pháp chọn lọc sinh tồn tốt nhất đã hướng dẫn sự phát triển của nhiều giống ngựa Nga.
Giống ngựa khỏe mạnh này đã được sử dụng làm nền tảng cho Don Nga hiện tại, và cũng được sử dụng để cải thiện các giống ngựa khác như: ngựa Orlov, ngựa Orlov-Rostopchin và Ngựa Thoroughbred. Kỵ binh Cossack cưỡi trên những con ngựa Old Don là đội quân tham gia chiến dịch Nga chiến thắng quân Napoleon và những con ngựa này rất quan trọng trong việc chứng minh uy quyền của kỵ binh Cossack so với các đồng minh châu Âu.
Trong đầu thế kỷ 19, giống ngựa này đã được cải tiến thành loại mới hơn thông qua việc bổ sung dòng máu các giống ngựa: Ngựa nước kiệu Orlov, Ngựa Ả Rập, ngựa Thoroughbred và ngựa Karabakh. Trong nửa sau của thế kỷ 19, giống ngựa Don có yêu cầu cao như ngựa kỵ binh. Các nhà lai tạo tư nhân bắt đầu tập trung vào Don, và được nhân giống về hình dạng, độ bền, chiều cao và màu sắc đặc trưng của hạt dẻ với ánh vàng. Don cũng đã trở nên phổ biến bên ngoài Nga, và nhiều cá thể đã được xuất khẩu. Trong những năm 1920, sau khi phần lớn nguồn gen ngựa Don bị xóa sổ trong Thế chiến I và Cách mạng Nga, những con ngựa còn lại đã được tập hợp lại tại một số đơn vị quân đội, cũng như trong quần thể Cossack, và với việc nhân giống tập trung khá nhanh chóng được khôi phục.